# ماهر أبو رميلة
ماهر أبو رميلة (24 أغسطس 1983 في القدس - ) لاعب جودو من فلسطين. حمل العلم الفلسطيني في حفل افتتاح دورة الألعاب الأولمبية الصيفية لعام 2012 التي شارك فيها ممثلًا فلسطين. رميلة كان أول فلسطيني يتأهل للألعاب الأولمبية على أساس الاستحقاق والجدارة. خسر في الجولة الثانية أمام ديرك فان تيشيلت.

## روابط خارجية
- ماهر أبو رميلة على موقع JudoInside.com (الإنجليزية)
- ماهر أبو رميلة على موقع أوليمبيديا (الإنجليزية)